# The Economist
The Economist est un magazine d'actualité hebdomadaire britannique fondé en 1843 par James Wilson. Il couvre l'actualité internationale et traite de questions économiques, politiques et culturelles. Le magazine accorde également des interviews à des dirigeants politiques comme Barack Obama, Emmanuel Macron, Ranil Wickremesinghe ou Lula Da Silva.

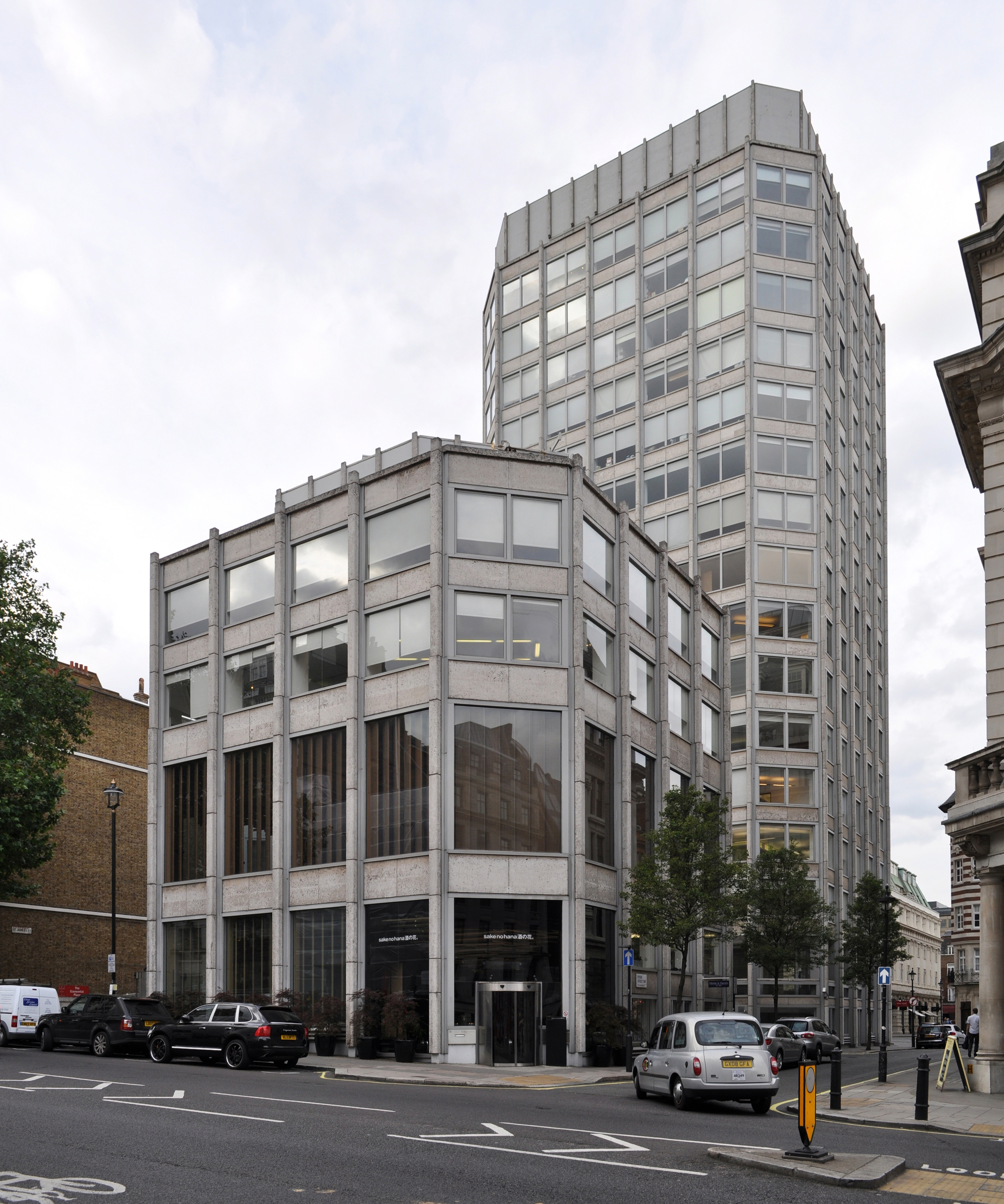
Siège de The Economist, sur St James's Street.

La ligne éditoriale du journal est généralement considérée comme néolibérale, proche du patronat et des milieux financiers internationaux. Karl Marx l'a décrit comme l'organe européen de l'aristocratie financière. Il se présente comme centriste favorable au libéralisme économique (mondialisation, libre-échange) et au libéralisme politique (démocratie libérale, liberté de la presse),. Il dit s'inspirer de la pensée de John Locke, David Hume, Adam Smith et John Stuart Mill. The Economist a été décrit comme « le journal le plus influent du monde » de par le nombre important de personnalités que compte son lectorat,,.
Propriété de The Economist Group, il est majoritairement détenu par la famille Agnelli avec une participation des familles Rothschild, Cadburry et Shroders. Sa rédactrice en chef actuelle est Zanny Minton Beddoes.

## Histoire

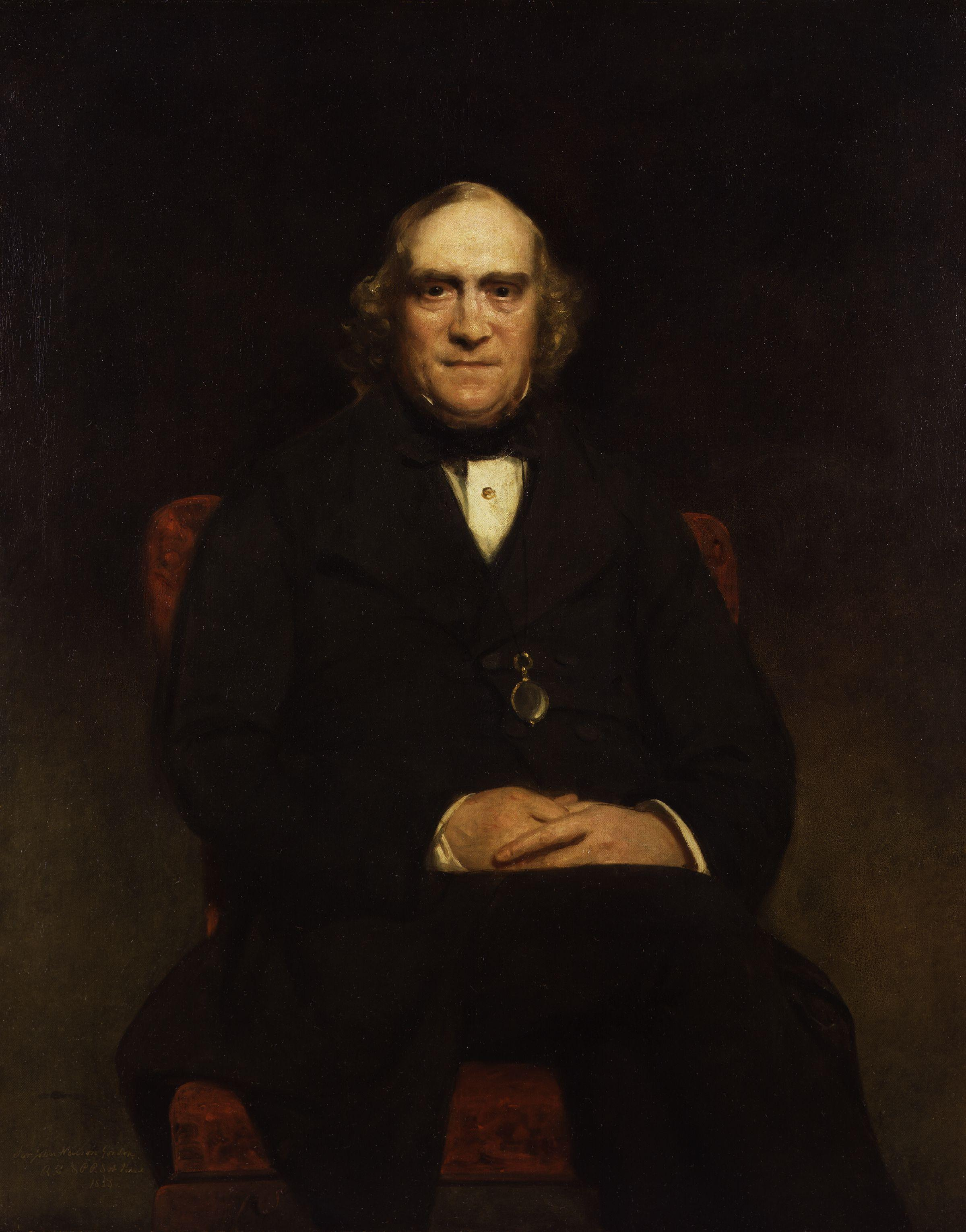
James Wilson, riche homme d'affaires et fondateur de The Economist

The Economist est fondé par l'homme d'affaires écossais James Wilson en 1843 et paraît pour la première fois en septembre de la même année. Il est créé pour soutenir la campagne du patronat demandant l'abrogation des Corn Laws, lois protectionnistes sur les céréales, et pour promouvoir le libre-échange.
Son titre reflète alors cette orientation politique marquée, le terme « économisme » désignant à l'époque principalement le libéralisme économique. Bien que les Corn Laws soient abolies en 1846, le journal perdure, restant fidèle aux idées libérales de Wilson.
Karl Marx décrit The Economist comme « l’organe européen de l'aristocratie financière » 
Le journal se montre assez hostile envers les plus défavorisés, qu'il estime responsables de leur condition :
« Quand on voit leurs habitudes, leur ignorance, leur déférence envers les faux amis, leur confiance inébranlable dans une longue succession de dirigeants qui étaient autant de charlatans, nous ne pouvons pas les disculper. La nature les tient pour responsables de leur conduite, et pourquoi n’en ferions-nous pas de même ? Nous les voyons souffrir et nous les déclarons fautifs ».
En 1847, il se montre favorable à l'usage de la force pour défendre les intérêts britanniques et défend ainsi la guerre contre la Chine et l'écrasement de la révolte des cipayes en Inde, allant jusqu'à relever avec satisfaction la « démonstration de force produite par les exécutions quotidiennes de mutins de tous grades ».
En 1861, Walter Bagehot devient son troisième rédacteur en chef. Il élargit le lectorat du journal en couvrant les questions politiques en plus des questions économiques et en montrant un intérêt particulier pour l'Amérique du Nord. Néanmoins, jusqu'aux années 1930, le magazine demeure peu diffusé en dehors de Londres et vendu à moins de 10 000 exemplaires.
Fermement non-interventionniste, The Economist dénonce en 1877 la gestion de la famine en Inde par l'administrateur colonial Richard Temple qui a massivement fait importer du riz depuis la Birmanie pour sauver la population.
Le journal estime qu'il valait mieux les laisser mourir de faim. Il reproche à Richard Temple d'introduire ainsi l'idée auprès des « Indiens paresseux » que « c'est au gouvernement de les garder en vie ».
The Economist ne devient réellement un journal d'envergure internationale qu'après la Seconde Guerre mondiale.
Geoffrey Crowther, rédacteur en chef de 1938 à 1956, développe la couverture de l'actualité internationale par le magazine et créé une section dédiée exclusivement aux États-Unis. Alors que les ventes au Royaume-Uni stagnent durant les années 1960 et 1970, sa diffusion à l'international augmente régulièrement. Son logo est conçu en 1959 par Reynolds Stone, remplaçant l'écriture gothique d'origine. La rédaction du journal établit son siège sur St. James's Street à Londres dans les années 1960.
Son tirage reste toutefois limité jusqu'aux années 1980, n’atteignant les 100 000 exemplaires qu'en 1970. Le magazine commence à être imprimé aux États-Unis en 1981. Entre 1984 et 1992, son lectorat double pour atteindre les 500 000. Cette forte augmentation se maintient jusqu'aux années 2000, lui permettant d'être diffusé à plus de 1 000 000 exemplaires hebdomadaires.
En 2012, la Chine devient le second pays à se voir consacrer une section entière chaque semaine.
En 2015, Pearson, qui détenait la moitié du journal depuis 1928, cède ses parts au groupe italien Exor, qui devient le nouvel actionnaire principal du groupe.
En mars 2024, The Economist annonce fermer son édition en chinois.

## Ligne éditoriale

### Ligne générale
La ligne éditoriale de The Economist est considérée comme proche du patronat et des milieux financiers. Historiquement, il a défendu l'invasion militaire de la Chine par l'Empire Britannique. Il a qualifié d'irresponsable la décision de la Chine de refuser le libre-échange de l'Opium défendu par les hommes d'affaires anglais. Partisan de l'intervention américaine au Viêt Nam, il a également soutenu et épousé certaines causes libérales en se montrant favorable à la décolonisation. Le journal donne une couverture favorable au putsch du général Pinochet en 1973 contre le gouvernement démocratiquement élu de Salvador Allende. The Economist soutient l'invasion militaire de l'Irak en 2003 par les américains, malgré l'opposition de l'ONU.
The Economist se revendique comme « d'extrême-centre » et comme partisan d'un libéralisme inspiré d'Adam Smith, de John Stuart Mill et de William Ewart Gladstone. Il affirme s'opposer à toute limitation injustifiée des libertés individuelles, qu'elles soient économiques ou personnelles. Il prend position en faveur à la fois d'un libéralisme économique, notamment le libre-échange, la dérégulation des marchés, et d'un libéralisme sociétal, en défendant par exemple la légalisation des drogues et le mariage homosexuel. Walter Layton (en) qui fut rédacteur en chef de 1922 à 1938 et de 1944 à 1963 était membre du Parti libéral. De 1938 à 1944, le rédacteur en chef fut Geoffrey Crowther (en).
Le magazine affirme néanmoins être plus pragmatique qu'idéologue et soutient parfois des mesures étatiques qu’il juge raisonnables, comme le contrôle des armes à feu et une couverture de santé universelle.

## Fonctionnement

### Rédaction
En 2015, la rédaction du magazine comptait 97 journalistes et éditorialistes. Parmi ceux-ci, une soixantaine travaillent à son siège à Londres. Les États-Unis sont le pays étranger comportant le plus de journalistes de The Economist, 12 d'entre eux y étant basés.
Les autres journalistes sont répartis à travers le monde : France, Belgique, Allemagne, Pays-Bas, Mexique, Brésil, Pérou, Égypte, Liban, Inde, Singapour, Chine, Corée du Sud et Japon. En janvier 2015, Zanny Minton Beddoes devient le 17e rédacteur en chef de The Economist et la première femme à occuper ce poste,,.
À l'inverse de la grande majorité des journaux actuels, aucun journaliste ne signe ses articles, même le nom rédacteur en chef n'est pas mentionné dans un signat.
The Economist justifie cet anonymat par la volonté de ne s'exprimer que par une seule voix commune, définie lors de réunions hebdomadaires, plutôt que par une multitude de voix aux opinions diverses : dans une sorte de « centralisme démocratique », chaque article devient une « œuvre collective ».
De plus, le journal considère que le contenu importe plus que l'auteur.
Enfin, les articles sont vérifiés avec minutie par le service de documentation. Zanny Minton Beddoes précise que « le sens collectif des valeurs serait diminué si nous renoncions à l'anonymat. » Ce principe comporte néanmoins certaines exceptions, notamment à l'occasion de certains articles et dossiers spéciaux ou quand la critique d'un livre risque de créer un conflit d'intérêts. Depuis la création de la publication, un « guide du style » immuable reste imposé à l'ensemble des journalistes, renforcé depuis peu par une correction informatique du style de leurs écrits.
Le journaliste américain Michael Lewis a vivement critiqué cet anonymat en 1991, considérant qu'il pourrait permettre de dissimuler le fait que certains articles soient écrits par de jeunes journalistes inexpérimentés. L’essayiste John Ralston Saul a également dénoncé ce procédé, affirmant que l'anonymat a pour but de donner l'illusion d'un journal objectif alors que The Economist ne véhicule que des opinions.

### Direction
The Economist est doté de
- Un conseil de 4 Trustees chargé de la rédaction.
- Un conseil d'administration chargé de l'entreprise.

Le conseil d'administration de The Economist est le suivant :
| Nom                  | Statut                                | Qui-est ce ?                                                                                              |
| -------------------- | ------------------------------------- | --- |
| Paul Deighton        | Président du Conseil d'Administration | Issu de la noblesse britannique Membre du gouvernement Cameron (Tory) Associé-Dirigeant de Goldman Sachs. |
| Lara Boro            | Membre du Conseil d'Admistration      | PDG du groupe The Economist                                                                               |
| Zanny Minton Beddoes | Membre du Conseil d'Admistration      | Directrice de la rédaction de The Economist Membre du groupe Bilderberg                                   |
| Vindi Banga          | Membre du Conseil d'Admistration      | Financier international Frère du patron de la Banque Mondiale Ajay Banga                                  |
| Eli Goldstein        | Membre du Conseil d'Admistration      | Représentant de la famille Rothschild                                                                     |
| Suzanne Heywood      | Membre du Conseil d'Admistration      | Membre de la noblesse britannique Ancienne dirigeante de McKinsey Représentante de la famille Agnelli     |
| Georgina Cadbury     | Membre du Conseil d'Admistration      | Membre de la famille Cadbury                                                                              |
| Diego Piacentini     | Membre du Conseil d'Admistration      | Conseiller du fond financier KKR Représentant de la famille Agnelli                                       |
| Mustafa Suleyman     | Membre du Conseil d'Admistration      | Entrepreneur                                                                                              |

Les 4 Trustees de The Economist ont pour objectif d'être les garants de l'Indépendance de la rédaction par rapport aux actionnaires.  
Seuls les Trustees ont le pouvoir d'approuver le directeur ou la directrice de la rédaction.
| Nom                | Statut  | Qui est-ce ? |
| Virginia Bottomley | Trustee | Issue de la noblesse britannique Membre du gouvernement Thatcher (Conservateur)                                                    |
| Alison Carnwath    | Trustee | Issue de la noblesse britannique Présidente du Comité d'Audit de Zurich Assurance                                                  |
| Tim Clark          | Trustee | Ancien avocat d'affaires du cabinet Slaughter and May Consultant chez Hudson Sandler                                               |
| Gus O'Donnell      | Trustee | Issu de la noblesse britannique Conseiller du Premier Ministre John Major (Tory) Ancien représentant du Royaume-Uni auprès du FMI. |

### Actionnariat
The Economist est une filiale de The Economist Group.
Via sa Holding Exor, la famille Agnelli est le premier actionnaire du groupe The Economist avec 43,4% du capital. Les grandes familles britanniques présentes au capital sont les familles Rothschild, Sainsburry, Cadbury et Shroders.

### Prises de position lors des élections

#### États-Unis
The Economist a soutenu des dirigeants politiques conservateurs comme Ronald Reagan ou George W. Bush ainsi que des démocrates (John Kerry, Barack Obama et Bill Clinton). Pour l'élection présidentielle américaine de 2020, The Economist apporte son soutien à Joe Biden, candidat du Parti Démocrate.

#### France
Lors de l'élection présidentielle d'avril 2007, le journal soutient Nicolas Sarkozy « faute de mieux » . Avant la présidentielle francaise de 2012, The Economist estime "Si nous pouvions voter le 6 mai, alors nous voterions pour Nicolas Sarkozy". En 2017, il appelle à voter pour Francois Fillon ou pour Emmanuel Macron, avec une légère préférence pour ce dernier. En 2022, il soutient Emmanuel Macron 

#### Europe
En 2016, The Economist s'oppose clairement au Brexit qui divise l'Angleterre.
En 2008, il est clairement opposé à Silvio Berlusconi depuis les années 1990, il a appelé à voter pour Walter Veltroni.

## Polémiques et critiques

### Polémique deThe Lancetà propos des pays de l'ancien bloc communiste
Le 31 janvier 2009, la revue médicale britannique The Lancet publie un article démontrant que le programme de privatisations massives et rapides des années 1990 dans les anciens pays communistes est lié à un effondrement soudain de l'espérance de vie (« près de cinq années entre 1991 et 1994 »).
À la parution de l'article, The Economist, qui avait soutenu la « thérapie de choc », balaie ces critiques et affirme que The Lancet « se trompe quant au calendrier et à l'impact des réformes », et affirme que « la tragédie russe, c'est que les réformes ont été trop lentes, pas trop rapides ».
Dans leur livre The Body Economic: Why Austerity Kills, David Stuckler et Sanjay Basu décortiquent la réponse de The Economist à The Lancet. D'après eux : « en utilisant des chiffres lissés par période de cinq années - et en éliminant certaines sources pour leur en préférer d'autres -, les éditeurs du magazine écrêtent la courbe de la mortalité russe des années 1990. Un accroissement important et soudain se transforme alors en diminution progressive. (…) Si l'un de nos étudiants s'était rendu coupable d'une telle légèreté, nous l'aurions directement envoyé chez le doyen de la faculté ».

### Attaques contre la France
The Economist a régulièrement dénoncé le modèle social francais comme « dangereux » et trop « anti-business ».
En novembre 2012, The Economist est accusé par Arnaud Montebourg de s'en prendre trop régulièrement à la France.
Le directeur du Nouvel Observateur a qualifié la rédaction de The Economist de « talibans du libéralisme ».

### Critique de fond duMonde diplomatique
En août 2012, le mensuel de la gauche antilibérale Le Monde diplomatique publie un article critiquant ce qu'il appelle les contradictions, les manipulations et l'alignement de la ligne éditoriale du journal sur celle des gouvernements américains successifs.
Pour l'auteur, le libéralisme qui caractérisait The Economist à ses débuts a profondément changé : « libéré de l’accusation de chauvinisme, le journal s’enthousiasme pour des campagnes militaires dont les justifications, qu’elles soient humanitaires, patriotiques ou économiques, lui auraient paru hautement suspectes à l’époque de la domination britannique. Son directeur actuel, formé dans les banques américaines, est un pur produit de cette nouvelle culture éditoriale où se mêlent le libéralisme des jours tranquilles et sa variante contemporaine ».